# 施塔特魏爾湖 (肯普滕)
47°42′44″N 10°17′14″E / 47.71215°N 10.2873°E

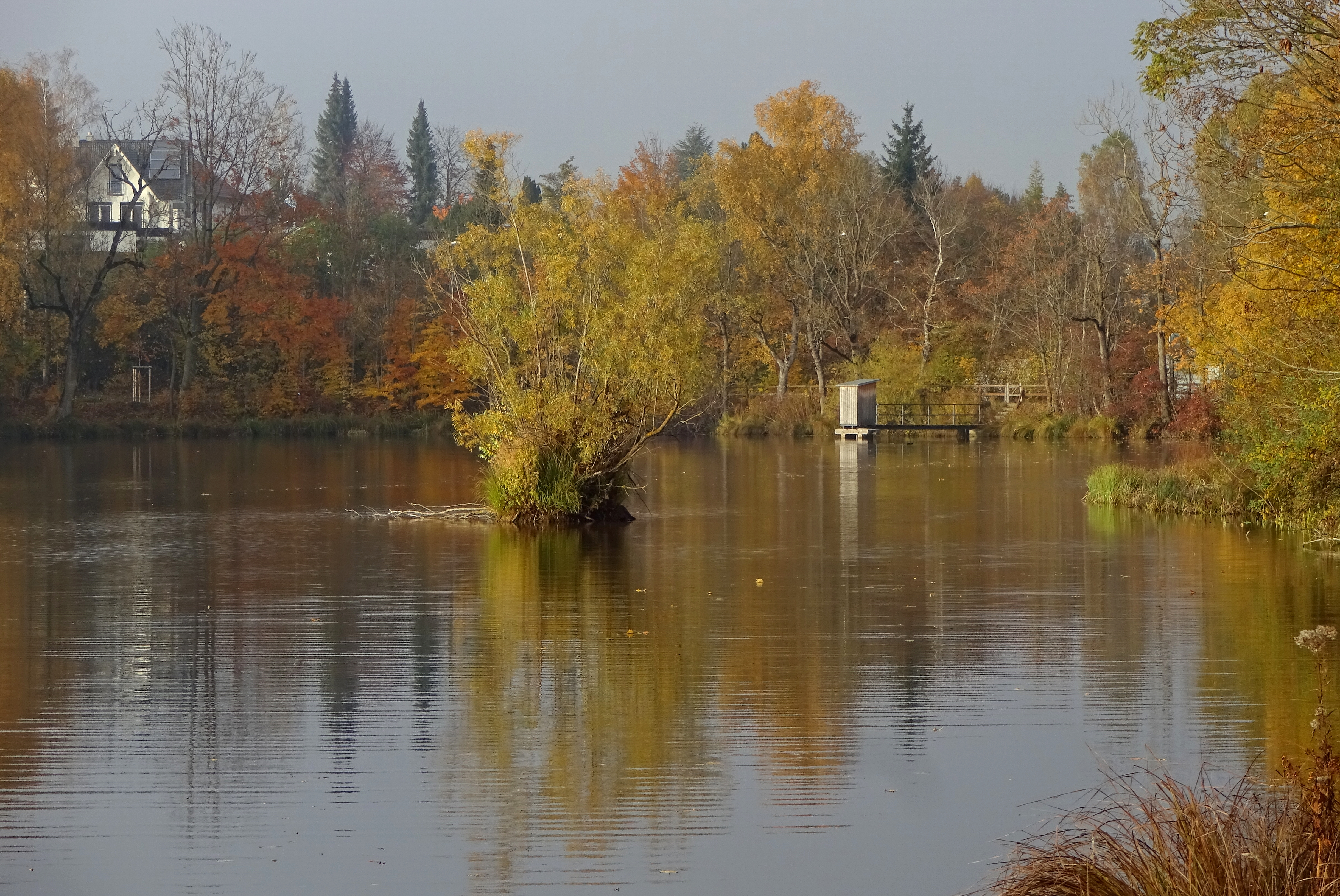

施塔特魏爾湖（德語：Stadtweiher），是德國的湖泊，位於該國東南部，由巴伐利亞州負責管轄，處於肯普滕，長0.4公里、寬0.2公里，面積0.05平方公里，海拔高度722米，湖岸線長度0.9公里。